# Utsunomiya Blitzen
Utsunomiya Blitzen (jap. 宇都宮ブリッツェン, Utsunomiya Burittsen) ist ein japanisches Straßenradsportteam mit Sitz in Utsunomiya.
Die Mannschaft wurde im Oktober 2008 in Utsunomiya gegründet und nimmt seit 2009 als UCI Continental Team an den Rennen der UCI Continental Circuits teil. Manager ist Shinri Suzuki, der vom Sportlichen Leiter Shinri Suzuki unterstützt wird, beide waren zuvor selbst als Radrennfahrer für das Team aktiv.

## Erfolge als UCI Continental Team
| Rennserie                 | 2009 | 2010 | 2011 | 2012 | 2013 | 2014 | 2015 | 2016 | 2017 | 2018 | 2019 | 2020 | 2021 | 2022 | 2023 | 2024 |
| ------------------------- | ---- | ---- | ---- | ---- | ---- | ---- | ---- | ---- | ---- | ---- | ---- | ---- | ---- | ---- | ---- | ---- |
| UCI ProSeries             | -    | -    | -    | -    | -    | -    | -    | -    | -    | -    | -    | -    | -    | -    | -    | -    |
| UCI Continental Circuits  | -    | 1    | -    | -    | -    | 1    | -    | 5    | 1    | 2    | 2    | -    | 2    | -    | -    | -    |
| nationale Meisterschaften | -    | -    | -    | -    | -    | -    | -    | -    | -    | -    | 1    | -    | 1    | -    | -    | 2    |

## Platzierungen in UCI-Ranglisten
UCI-Weltrangliste
| World Ranking | World Ranking | World Ranking            | World Ranking |
| Jahr          | Teamwertung   | Einzelwertung            |               |
| ------------- | ------------- | ------------------------ | ------------- |
| 2016          | —             | Nariyuki Masuda (459. )  |               |
| 2018          | —             | Takeaki Amezawa (1214. ) |               |
| 2019          | 101.          | Nariyuki Masuda (271. )  |               |
| 2020          | 112.          | Nariyuki Masuda (574. )  |               |
| 2021          | 98.           | Nariyuki Masuda (364. )  |               |
| 2022          | 83.           | Nariyuki Masuda (246. )  |               |
| 2023          | 165.          | Junsei Tani (1195. )     |               |
| 2024          | 154.          | Rubén Acosta (949. )     |               |
|               |               |                          |               |
| Quelle: UCI   |               |                          |               |

UCI Asia Tour
| Saison | Mannschaftswertung | Fahrerwertung           |
| ------ | ------------------ | ----------------------- |
| 2009   | 49.                | Yoshimasa Hirose (214.) |
| 2010   | 43.                | Yoshimitsu Tsuji (119.) |
| 2011   | 45.                | Nariyuki Masuda (127.)  |
| 2012   | 46.                | Nariyuki Masuda (108.)  |
| 2013   | 69.                | Tomoyuki Iino (314.)    |
| 2014   | 48.                | Nariyuki Masuda (69.)   |
| 2015   | 46.                | Nariyuki Masuda (147.)  |
| 2016   | 19.                | Nariyuki Masuda (38.)   |